# Gilbert U-238 Atomic Energy Laboratory

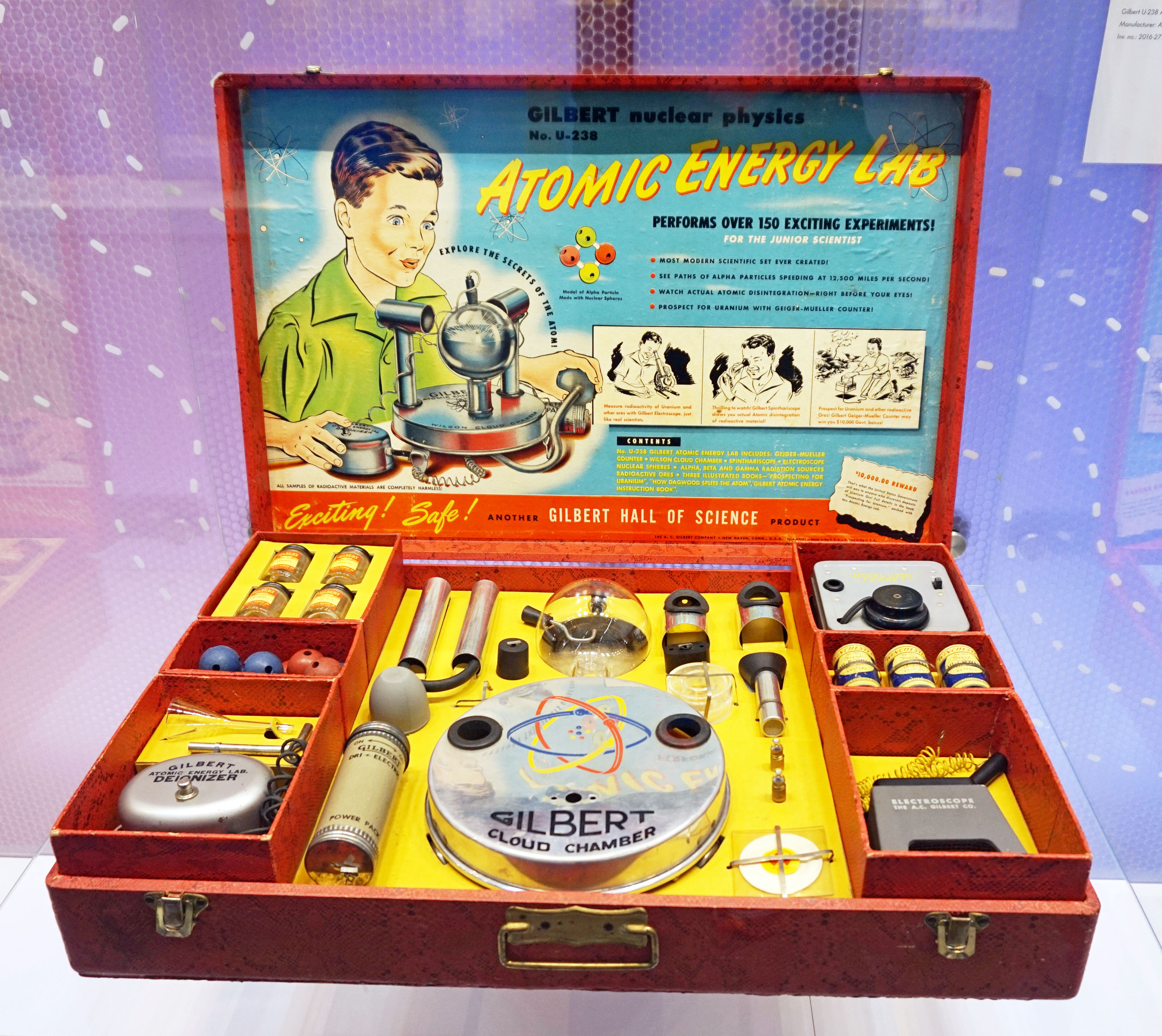
Confezione aperta del Gilbert U-238 Atomic Energy Laboratory

Il Gilbert U-238 Atomic Energy Laboratory fu un laboratorio giocattolo progettato per consentire ai bambini di creare e osservare reazioni chimiche nucleari utilizzando materiale radioattivo. L'Atomic Energy Lab fu realizzato dalla AC Gilbert Company nel 1950.

## Storia
L’“euforia atomica” diede un forte impulso ai film di fantascienza e portò anche allo sviluppo di giocattoli con componenti radioattivi come il Gilbert U-238. Quando fu lanciato sul mercato, il laboratorio per l'energia atomica era uno dei prodotti leader sul mercato dei kit sperimentali in termini di volume di fornitura e numero di oltre 150 esperimenti possibili. Furono realizzate due versioni del kit dal contenuto identico. Quando la produzione fu interrotta dopo soli due anni, erano stati venduti meno di 5 000 kit di esperimenti. La sua commercializzazione durò così poco a causa dell'alto prezzo di vendita e della sua complicata modalità di gioco. Il Gilbert U-238 Atomic Energy Laboratory non fu l'unico gioco contenente uranio a essere commercializzato; la concorrente fabbrica Porter Chemical Company mise in vendita, nello stesso periodo, due simili set venduti al più basso prezzo di $10 e $25 ciascuno.

## Descrizione

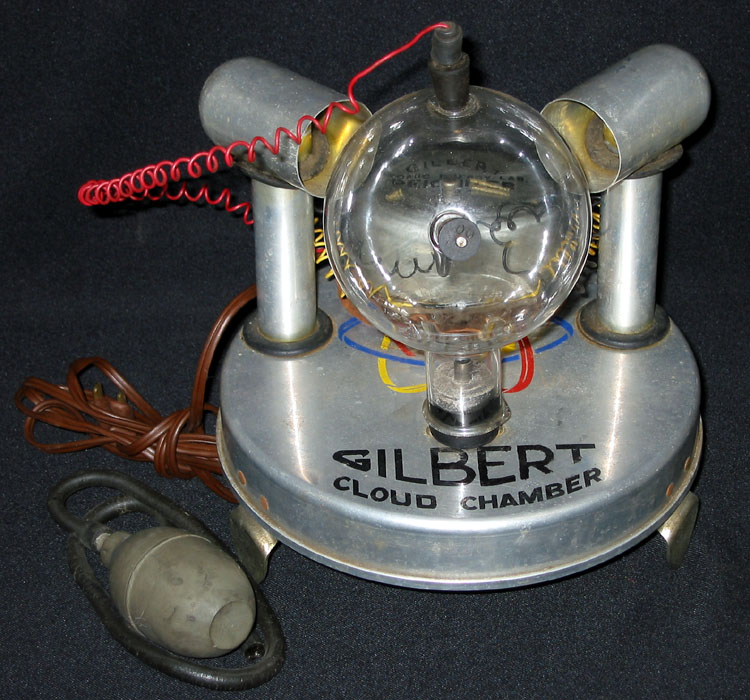
Camera a nebbia Gilbert

Il laboratorio conteneva una camera a nebbia che permetteva allo spettatore di osservare le particelle alfa che viaggiavano a 19 000 000 metri al secondo, uno spintariscopio che mostrava i risultati della disintegrazione radioattiva su uno schermo fluorescente e un elettroscopio che misurava la radioattività di diverse sostanze nel set. Le istruzioni incoraggiavano la pulizia del laboratorio avvertendo gli utenti di non rompere i sigilli su tre dei barattoli dei campioni di minerale, perché "tendono a sfaldarsi e sbriciolarsi e si correrebbe il rischio di avere minerale radioattivo sparso nel proprio laboratorio. Questo aumenterà il livello della radiazione di fondo naturale", compromettendo così i risultati degli esperimenti distorcendo le prestazioni del contatore Geiger.

### Contenuto della confezione
Il set, originariamente venduto per $ 49,50, era custodito in una scatola dalle dimensioni di 25"×16½"×5" e conteneva:
- un contatore Geiger-Müller alimentato a batterie;[1]
- un elettroscopio;[1]
- una camera a nebbia di Wilson con sorgente alfa di breve durata (polonio-210);[1]
- quattro barattoli di vetro contenenti campioni di minerale contenente uranio naturale (U-238) provenienti dal Colorado;[1]
- sorgenti di radiazioni a basso livello Ru-106 (con emissione beta) e Zn-65 (con emissione gamma);[1]
- un manuale di istruzioni di 60 pagine scritto da Ralph Eugene Lapp;[7][1]
- un'introduzione a fumetti alla radioattività, scritta da John Ray Dunning e da Leslie Groves.[8][1] Nelle vignette apparivano i popolari personaggi di Blondie e Dagoberto e Mandrake il mago;[3]
- uno spintariscopio;[4]
- Prospecting for Uranium,[4] un libro del 1949 pubblicato congiuntamente dalla Commissione per l'energia atomica degli Stati Uniti e dall'United States Geological Survey.

## Pericoli
Nel 2006, la pubblicazione di cultura pop Radar Magazine ha definito il set da laboratorio uno dei "10 giocattoli più pericolosi di tutti i tempi", a causa del materiale radioattivo che conteneva. Non sono stati studiati gli effetti che l'esposizione al materiale radioattivo ha innescato nei bambini, ma è noto che l'isotopo U-238 è causa di tumori, leucemie e linfomi.
Mentre le avvertenze pubblicate nel manuale tranquillizzavano i genitori dei bambini, sottolineando che i pericoli della radioattività erano spesso sopravvalutati e che il gioco non era pericoloso, purché non fossero stati aperti i barattoli contenenti il materiale radioattivo che non doveva essere disperso per casa, il pieghevole evidenziava che la radioattività avrebbe, nel futuro, alimentato i sottomarini, curato il cancro e reso il cibo migliore; nel frattempo invitava a ignorare le "fastidiose dicerie circa la pericolosità delle radiazioni".